# Корнелия Помпея
Вижте пояснителната страница за други личности с името Помпея.
Корнелия Помпея (на латински: Cornelia Pompeia; * 47/35 пр.н.е.) е внучка на Помпей Велики.

## Биография
Дъщеря е на Помпея Магна (единствената дъщеря на Помпей Велики и Муция Терция) от нейния втори брак с Луций Корнелий Цина (суфектконсул през 32 пр.н.е.). Нейният брат Гней Корнелий Цина Магн е консул през 5 г. Полусестра е на Фауст Корнелий Сула (консул 31 г.). Майка ѝ умира през 35 пр.н.е. и тя расте при баща си.
Корнелия Помпея се омъжва преди 16 година от н.е. за Луций Скрибоний Либон (консул 16 г.). Император Тиберий го екзекутира през 16 г. понеже планувал заговор. Тя има от него дъщеря Скрибония, която се омъжва за Марк Лициний Крас Фруги (консул 27 г.) и има четири деца.